# Бракетвил (Тексас)
Бракетвил (енгл. Brackettville) град је у америчкој савезној држави Тексас. По попису становништва из 2010. у њему је живело 1.688 становника.

## Демографија
Према попису становништва из 2010. у граду је живело 1.688 становника, што је 188 (10,0%) становника мање него 2000. године.
| Група             | 2000.         | 2010.         |
| Белци             | 424 (22,6%)   | 369 (21,9%)   |
| Афроамериканци    | 50 (2,7%)     | 27 (1,6%)     |
| Азијати           | 1 (0,1%)      | 0 (0,0%)      |
| Хиспаноамериканци | 1.395 (74,4%) | 1.278 (75,7%) |
| Укупно            | 1.876         | 1.688         |